# Airbag

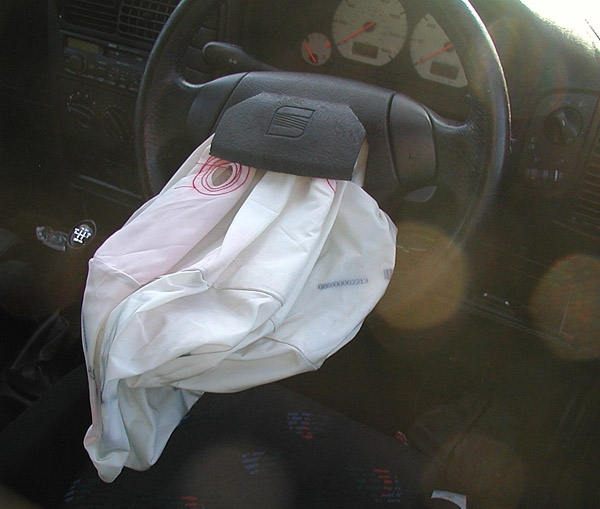
Un airbag sgonfio

Spia dell'airbag

L'airbag (in italiano cuscino salvavita) è un dispositivo di sicurezza passivo installato all'interno del volante, della plancia, dei sedili o del padiglione di un'automobile per proteggere i passeggeri dagli urti in caso di incidente stradale.

## Storia
L'invenzione dell'airbag è datata 1952 a cura di John W. Hetrick che depositò il brevetto negli Stati Uniti l'anno successivo. L'uso di questa protezione in campo automobilistico si fa risalire alla fine degli anni sessanta con il perfezionamento degli altri componenti necessari al suo funzionamento. Dopo prototipi presentati e testati da quasi tutte le case automobilistiche statunitensi, la prima autovettura di produzione che presentò l'innovazione fu la Oldsmobile Toronado nel 1973 seguita da altri modelli della Buick e della Cadillac.
La prima automobile italiana dotata di airbag, all'epoca denominato "cuscino d'aria", fu la show car Sinthesis 2000, realizzata da Peter Giacobbi e Tom Tjaarda nel 1971, su meccanica Lancia Flavia.
In ogni caso la prima accoglienza del mercato non fu positiva e vi furono controversie anche sulla valutazione della validità del dispositivo, che venne definitivamente accettato solamente nella prima metà degli anni ottanta con la raccomandazione dell'uso in unione con le cinture di sicurezza.
Superati i dubbi sulle sue controindicazioni l'airbag è diventato in breve tempo uno dei punti qualificanti di ogni autovettura sotto il punto di vista della sicurezza automobilistica e si è diffuso man mano anche sui veicoli di minor cilindrata, in particolare sulle utilitarie.

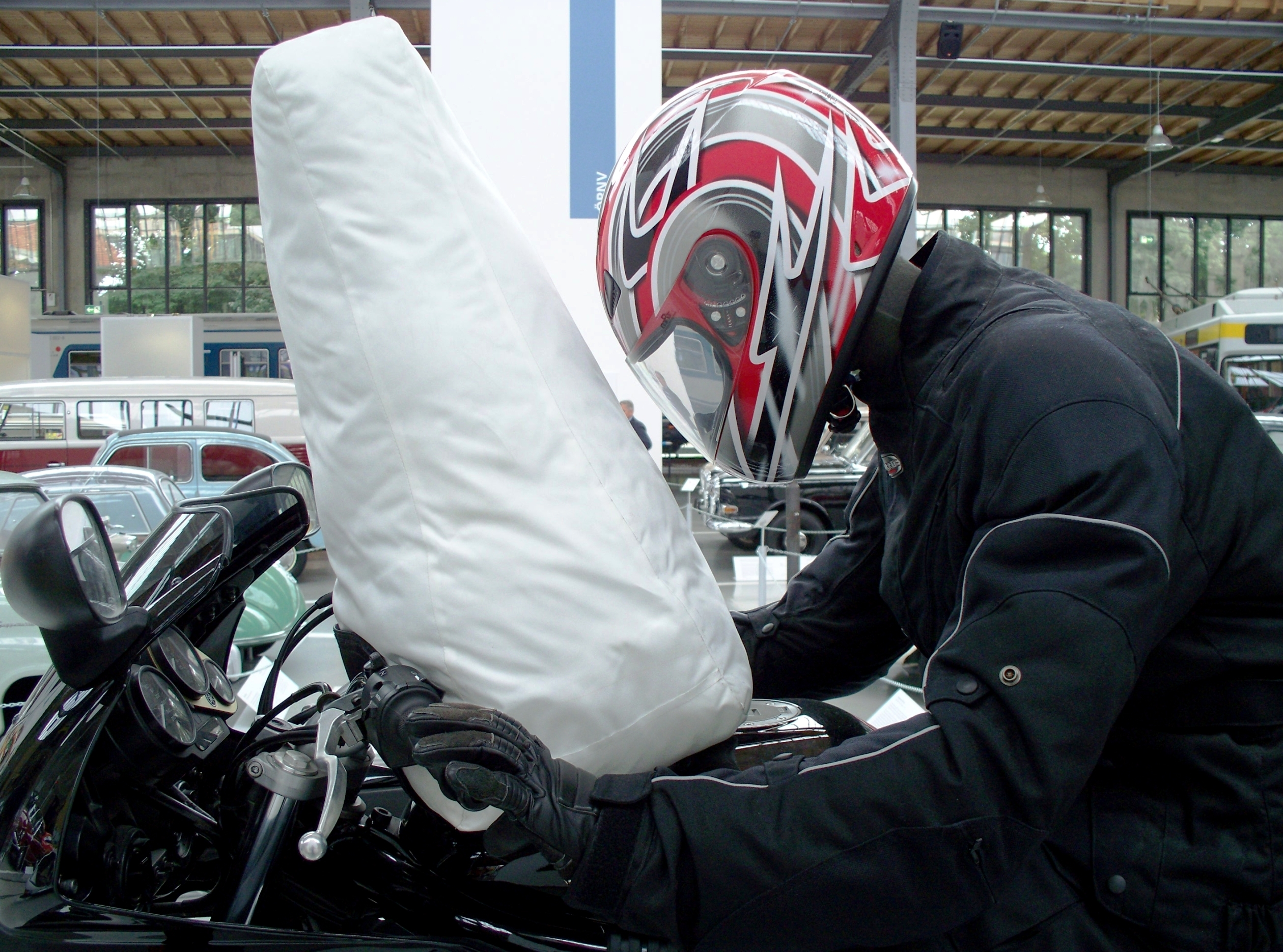
Airbag motociclistico

Varie case automobilistiche hanno allo studio dal 2009 l'installazione di serie di airbag esterni per proteggere i pedoni da ferite gravi o mortali alla testa e al collo in caso di urto frontale, nell'area dell'auto dove sono più probabili. L'airbag esterno non dovrebbe incidere in modo significativo sul costo finale dei veicoli. Consiste di un sistema di radar e sensori a infrarossi che, rilevata la presenza di un pedone e il rischio di imminente collisione, attiva il computer di bordo per azionare la frenata automatica e far gonfiare in pochi millisecondi un airbag a forma di ferro di cavallo, posto tra il cofano ed il parabrezza. Un'ulteriore funzionalità, in genere inclusa, prevede il sollevamento di diversi centimetri, sempre automatico, del cofano, per allontanare la lamiera dal motore e concederle un po' di spazio per deformarsi, in modo da ridurre i rischi di ferite gravi alla testa e al collo. Una prima implementazione commerciale si trova dal 2012 nella Volvo V40, mentre come airbag laterali esterni, per ridurre i danni agli occupanti, dalla tedesca ZF TRW.

## Funzionamento

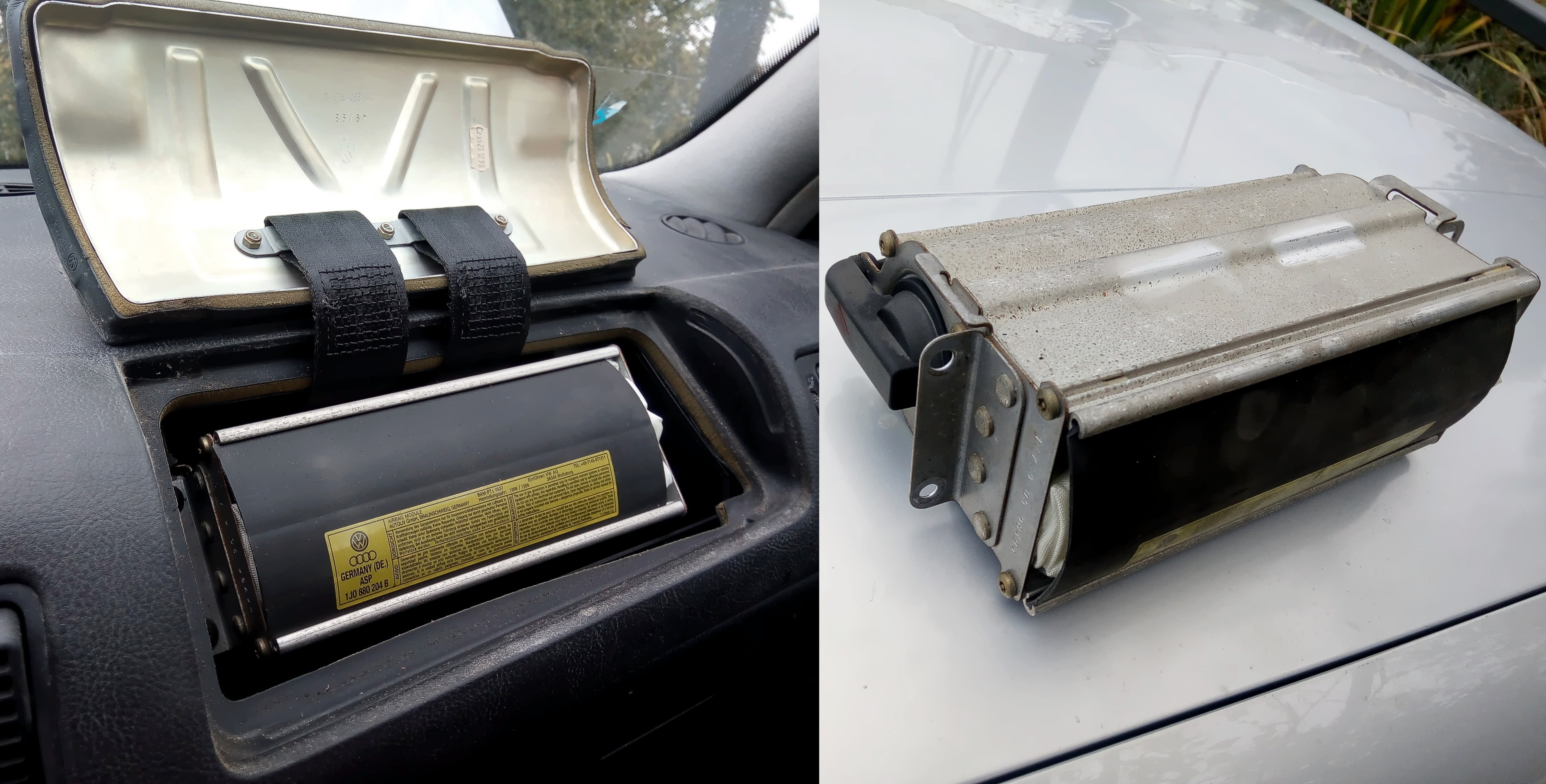
Modulo airbag lato passeggero

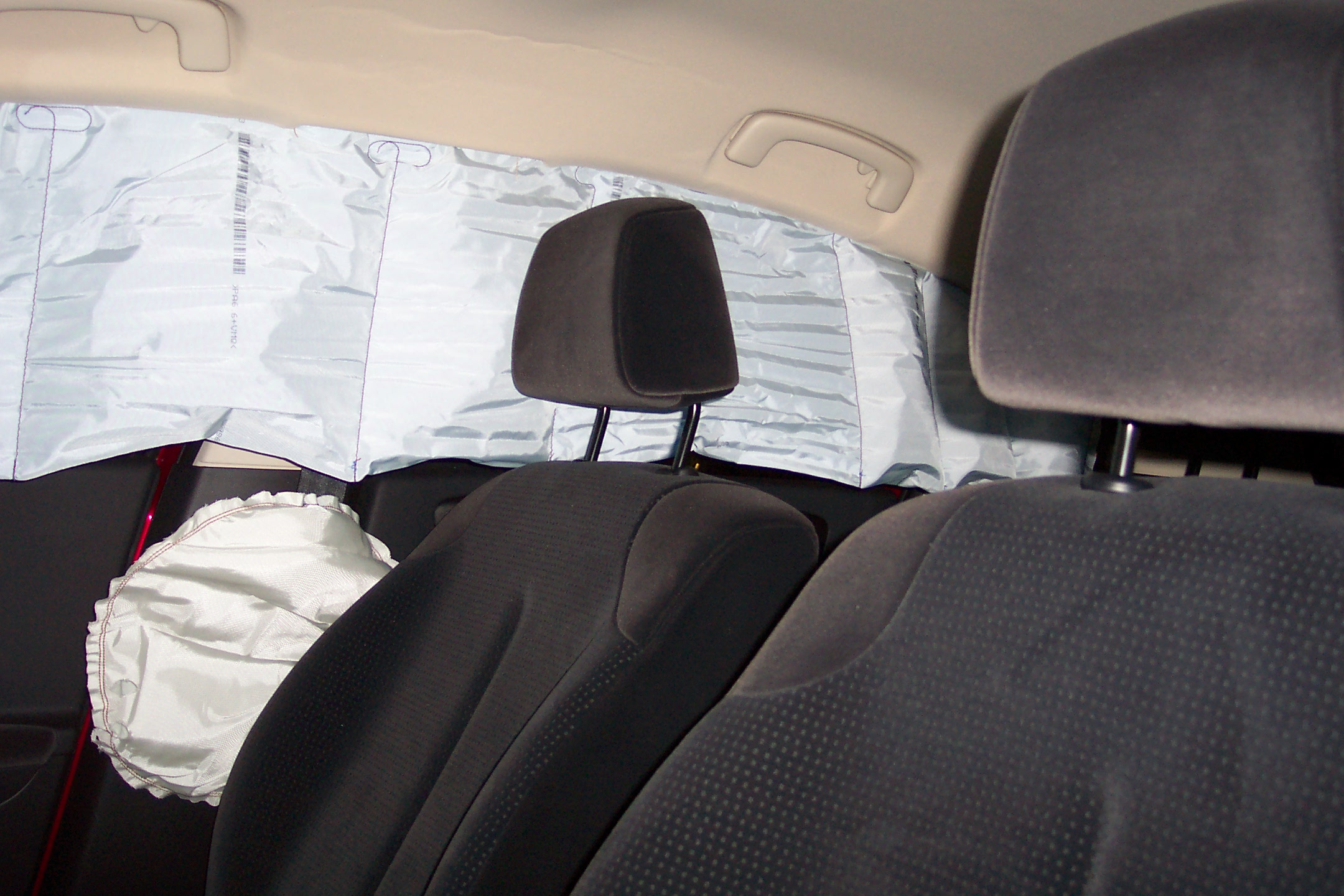
Airbag laterali

Sulle automobili è costituito da un pallone (camera d'aria) che, al momento di un violento urto della vettura, ad esempio in un incidente stradale, viene gonfiato da una piccola esplosione, da una reazione chimica o dal rilascio istantaneo di gas compresso.
Il pallone gonfio che si ottiene evita che la testa e altre parti vitali degli occupanti colpiscano elementi contundenti dell'abitacolo.
Se in una vettura ci sono gli airbag, è estremamente importante indossare le cinture di sicurezza.
L'airbag viene gonfiato in 30/50 millesimi di secondo a una velocità di circa 3,2 x 105m/s, pertanto può spingere all'indietro la testa del conducente. Perciò è importante che il poggiatesta del sedile sia realizzato con un materiale morbido o imbottito, e abbia una forma inclinata ad angolo acuto, in modo da evitare il rischio di una contusione cerebrale, perché il cervelletto non urti il poggiatesta.
L'airbag può essere usato una sola volta e, dopo il primo urto, deve essere sostituito. Diversamente da un paracadute non può essere ripiegato e reinserito nell'apposito vano. Il prezzo di un airbag oscilla tra i 200 e i 1000 euro ed ormai è di serie su quasi tutte le auto.
Il costo dei dispositivi di sicurezza è un problema parzialmente attenuato da una diffusione su vasta scala, che consente economie di scala.
Inoltre in alcuni modelli è previsto un sensore posto nel sedile del passeggero in grado di rilevare la presenza del passeggero e di disattivare in caso di posto vuoto il funzionamento dell'airbag. Più raramente un sensore, a seconda del peso della persona, gonfia più o meno violentemente l'airbag (airbag a più stadi), modulando la detonazione della carica esplosiva.
Pur se il funzionamento è simile per tutti i tipi di airbag, questi sono prodotti in diverse dimensioni e forme, per poter essere montati in differenti parti dell'autoveicolo; abbiamo quindi il classico airbag per guidatore e passeggero, airbag posteriori, a tendina, laterali fino agli ultimi ritrovati di piccoli dispositivi situati sotto il volante che salvaguardano le gambe del guidatore. I primi airbag laterali al mondo sono stati montati da Volvo nel 1994.

## L'airbagnell'abbigliamento
Nelle attività sportive (moto ed equitazione) il sistema airbag viene inserito all'interno di gilet e giubbotti tecnici ideati per proteggere il corpo umano in caso di incidente, ed in alcuni casi tale protezione viene ideata assieme all'abbigliamento tecnico in modo integrato, diventando di fatto un tutt'uno. Il sistema airbag sfrutta lo stesso principio delle automobili ma con una protezione che avvolge tutte le parti "vitali" del corpo umano (cervicale, fianchi e colonna vertebrale ed in alcuni casi anche il torace).
In caso di attivazione, al contrario di quello delle automobili, dietro remunerazione si ricarica ed è nuovamente utilizzabile.
Nel 2013 viene approvata la normativa EN 1621-4 che prevede una serie di test per l’omologazione degli airbag da moto. Tra i vari test: innocuità dei materiali, tempo di gonfiaggio, affidabilità del sistema, ergonomia e comfort, eccetera. La norma dice chiaramente che i sistemi ad attivazione elettronico non sono omologabili come airbag da moto, tagliando di fatto, per ora, anche sistemi decisamente evoluti.

## I componenti
L'airbag è costituito da:

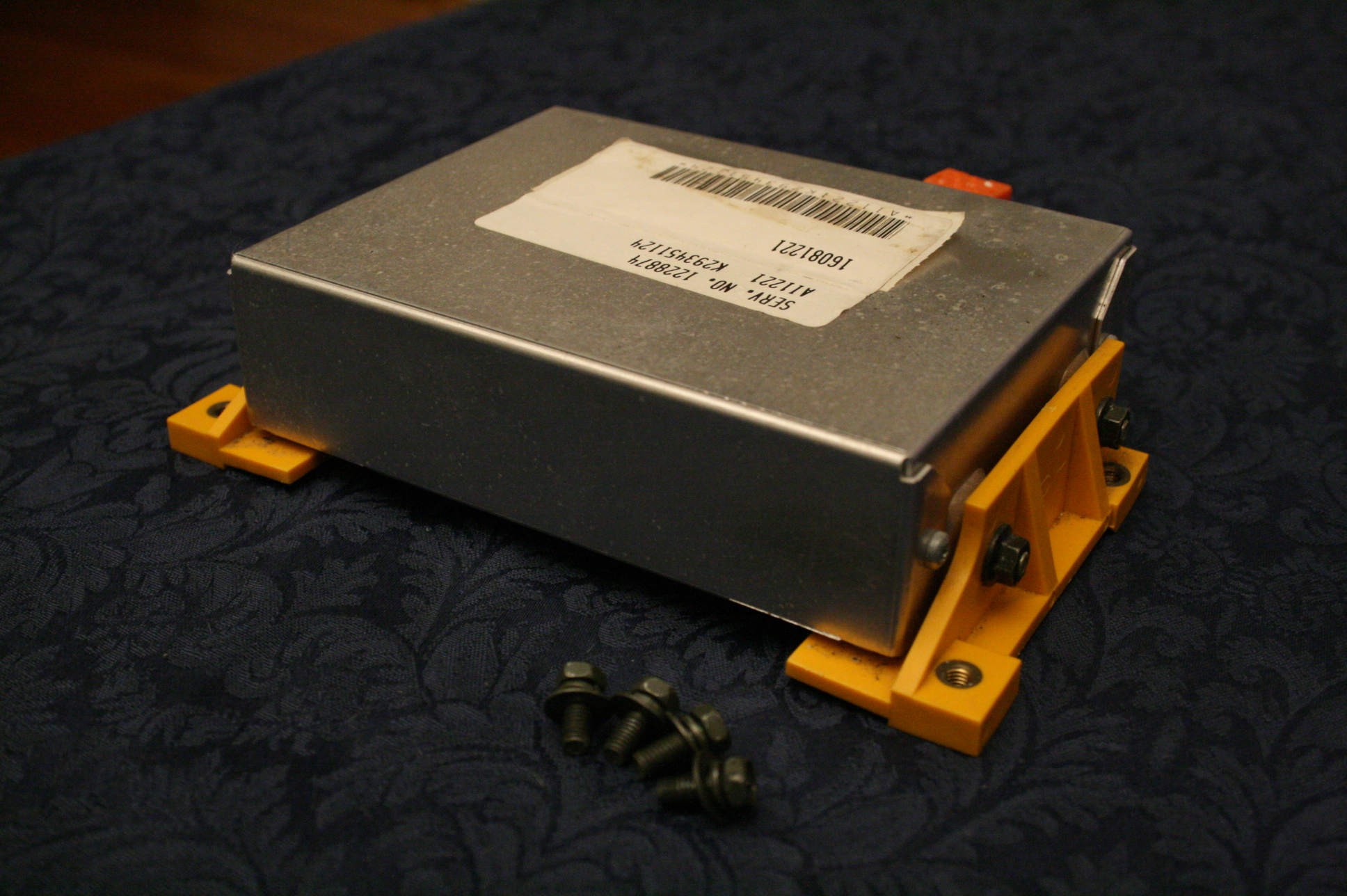
Unità di controllo di un airbag (o ACU, dall'inglese Airbag Control Unit).

- un sensore che rileva la brusca decelerazione del mezzo causata da un impatto;
- una centralina elettronica che riceve il segnale del sensore, lo elabora e invia il comando di accensione a un detonatore;
- un detonatore che innesca la sostanza (azoturo di sodio contenuto in quantità variabili da 50 a 200g) contenuta nella capsula esplosiva attraverso una corrente elettrica o un urto di un puntale; la capsula esplodendo sviluppa una grande quantità di gas, nello specifico azoto, per gonfiare il contenitore (se l'airbag è di tipo pirotecnico);
- un'eventuale seconda capsula (negli airbag ibridi) che contiene del gas inerte precompresso che va a gonfiare il sacco
- l'airbag vero e proprio, solitamente di materiale sintetico e dotato di fori nella parte posteriore.

Fra la prima capsula e il sacco negli airbag pirotecnici si trova una rete metallica a maglie fini che blocca l'accesso al sacco alle particelle solide e che raffredda i gas che lo gonfiano. Non compare negli airbag ibridi in quanto non ci sono particelle solide nella seconda capsula contenente il gas inerte e perché il gas inerte è più freddo dei fumi originati dall'esplosione della prima capsula.
Gli airbag ibridi sono più veloci dei pirotecnici e per questo vengono utilizzati per gli airbag laterali e per gli airbag a tendina: lo spazio fra l'occupante e le porte è limitato, quindi il bag deve dispiegarsi più velocemente possibile. Per gli airbag frontali del guidatore e del passeggero si può scegliere fra i due.
Gli airbag ibridi necessitano di una quantità di carica minore dei pirotecnici, quindi la loro produzione è facilitata e meno costosa sotto questo punto di vista.
Esistono poi airbag dual stage, che sono costituiti da una coppia di airbag ibridi o pirotecnici ma con un solo sacco. La centralina può scegliere di attivare una sola carica pirotecnica e gonfiarlo parzialmente oppure attivarle entrambe ma distanziate temporalmente. Il primo caso si può avere se sul sedile c'è un bambino o un occupante leggero: la loro ridotta quantità di moto non necessita il dispiegamento completo del sacco. Il secondo caso è utilizzato per ridurre la violenza dell'impatto dell'occupante con l'airbag.
Con l'accensione, si realizza un'esplosione che gonfia l'airbag mentre la testa e il torace degli occupanti si stanno spostando in avanti, decelerando il loro moto più dolcemente rispetto all'impatto con la plancia o contro lo sterzo; subito dopo comincia però a sgonfiarsi attraverso i fori posteriori del sacco, attutendo l'impatto del corpo contro il volante o contro il cruscotto senza far incorrere le vittime nel pericolo di soffocamento.
Le cuciture che costituiscono l'airbag possono essere realizzate in modo da ottenere un'apertura in due stadi: un'apertura più progressiva riduce la violenza dell'impatto contro l'occupante.
Sull'efficacia dell'airbag influisce anche il ripiegamento del sacco.